# The Surprises of an Empty Hotel
The Surprises of an Empty Hotel è un film muto del 1916 diretto da Theodore Marston.
La sceneggiatura si basa sul romanzo The Princess of Copper di Archibald Clavering Gunter, pubblicato a New York nel 1900.

## Produzione
Il film fu prodotto dalla Vitagraph Company of America.

## Distribuzione
Distribuito dalla General Film Company, il film uscì nelle sale cinematografiche statunitensi il 7 febbraio 1916.